# Нью-Брайтон (футбольний клуб)
«Нью-Брайтон» (англ. New Brighton Association Football Club) — колишній англійський футбольний клуб з Нью-Брайтона, графство Мерсісайд. Заснований 1921 року, розформований 2012.

## Історія
Заснований 1921 року.
Перед сезоном 1923/24 клуб обраний до Третього дивізіону. У наступному сезоні «Нью-Брайтон» посів третє місце, що стало найкращим його результатом.
У 1946 році команда змінила домашню арену через руйнування старої арени під час Другої світової війни.
«Нью-Брайтон» виступав у футбольній лізі до 1951 року.
Після виключення з Футбольної ліги команда з Мерсісайда виступала в нижчих лігах, а сезон 1982/83 років став останнім. У 1993 відновлено команду з аналогічною назвою, яка виступала до 2012 року після чого остаточно припинила своє існування.